# Reprezentacja Egiptu na Mistrzostwach Świata w Wioślarstwie 2009
Reprezentacja Egiptu na Mistrzostwach Świata w Wioślarstwie 2009 liczyła 6 sportowców. Najlepszym wynikami były 15. miejsce w dwójce podwójnej mężczyzn i czwórce bez sternika mężczyzn.

## Medale

### Złote medale
Brak

### Srebrne medale
Brak

### Brązowe medale
Brak

## Wyniki

### Konkurencje mężczyzn
- dwójka podwójna (M2x): Mostafa el Bestawy, Ahmed Khamis – 15. miejsce
- czwórka bez sternika (M4-): Mostafa Zeidan, Sameh Hassan, Akrm Abdalshafy, El Bakry Yehia – 15. miejsce